# 穆罗德亚尔科伊
穆罗德亚尔科伊，是西班牙巴伦西亚自治区阿利坎特省的一个市镇。总面积31km2，总人口7514人（2001年），人口密度242人/km2。